# Mycogloea nipponica
Mycogloea nipponica är en svampart som beskrevs av Bandoni 1998. Mycogloea nipponica ingår i släktet Mycogloea, ordningen Agaricostilbales, klassen Agaricostilbomycetes, divisionen basidiesvampar och riket svampar.   Inga underarter finns listade i Catalogue of Life.